# Clarence (fleuve)
Pour les articles homonymes, voir Clarence.
Le Clarence (anglais : Clarence River) est l'un des plus longs fleuves de la Nouvelle-Zélande. Long de 160 km, il coule dans le nord de l'île du Sud, dans les régions de Marlborough et de Canterbury. 

## Nom
En janvier 2018, la rivière est renommée Waiau Toa/Clarence River, retrouvant son nom original maori, Waiau signifiant « mâle ». 

## Géographie
Il coule en direction du sud-est pendant ses premiers 50 km avant de tourner au nord-est dans une vallée droite située entre les deux chaînes Kaikoura. Il continue ensuite son parcours parmi les collines avant de trouver son embouchure sur le Pacifique près de la ville de Clarence. Une grande partie du fleuve est située dans l'enceinte de la station d'élevage de Molesworth Station, la plus grande ferme du pays (1 800 km2).